# Ambroise Michel
Pour les articles homonymes, voir Michel.
 (novembre 2021).
Si vous disposez d'ouvrages ou d'articles de référence ou si vous connaissez des sites web de qualité traitant du thème abordé ici, merci de compléter l'article en donnant les références utiles à sa vérifiabilité et en les liant à la section « Notes et références ».
Ambroise Michel, né le 31 mars 1982 à Meaux, en Seine-et-Marne, est un acteur et réalisateur français.
Il est notamment connu pour son interprétation de Rudy Torres dans le feuilleton Plus belle la vie (2004-2014 / 2022). Par la suite, il incarne Adil Vila, l'un des personnages principaux de la série Cut ! (2013-2019) puis Fred dans la série Nina (2014-2021).

## Biographie
Outre une scolarité au lycée général Jules Ferry de Coulommiers, en Seine-et-Marne, jusqu'en 2000, Ambroise Michel a suivi une formation très classique au cours René Simon, en section lycéenne de 1997 à 2000, puis en formation professionnelle de 2000 à 2004. De 2002 à 2004, il a aussi été professeur de théâtre pour des enfants de 11 à 15 ans à Rebais en Seine-et-Marne.
Lors de la première saison du feuilleton Plus belle la vie, en 2004, il incarne Rudy Torres, lycéen en terminale puis étudiant en médecine à Marseille.
En 2010, il apparaît dans le clip de Sheryfa Luna : Tu me manques.
En novembre 2011, il participe à l'album de Thierry Gali Il était une fois, en soutien de l'action de l'Unicef.
Il apparaît dans un sketch de Cyril Étesse dans l'émission On n'demande qu'à en rire le 12 octobre 2012.
De 2014 à 2019, il joue également le rôle de Fred dans la série Nina, diffusée sur France 2.

## Théâtre
- 1995 : Le prix du danger
- 1996-1997 : Les Misérables
- 1996-1997 : Quand les Sales Gosses les imitent
- 1998 : L'Affaire de la rue de Lourcine
- 2001 : Jacob Jacobson
- 2002 : La Guerre de Troie n'aura pas lieu
- 2004 : Bérénice
- 2004 : Littoral
- 2006 : Frankenstein
- 2007 : Le fossé de l'automne
- 2007-2008 : Bad Trip
- 2008 : À la manière d'eux
- 2012 : Bad Trip

## Filmographie

### Télévision
- 1998 : Fugue en ré de Christian Faure : Julien Moreau
- 1999 : Le G.R.E.C. d'Emmanuel Fonlladosa : Kévin
- 2000 : Suite en ré de Christian Faure : Julien Moreau
- 2004-2014 / 2022 : Plus belle la vie : Rudy Torres (1172 épisodes)
- 2005 : Adèle et Kamel de Vincent Monnet : ?
- 2006 : Une mère de Didier Granier-Deferre : ?
- 2009 : Vidéo Club, série TV de Jean-Yves Fayolle : ?
- 2009 : Eden Staff d'Ambroise Michel : ?
- 2012 : Enquêtes réservées de Christophe Barbier : ?
- 2013-2019 : Cut ! : Adil Vila / Nathan Cazal (421 épisodes)
- 2014 : Une vie en Nord, spin-off de Plus belle la vie de Williams Crépin : Rudy Torres
- 2014 : Nos chers voisins (Un Noël presque parfait) : un ancien prisonnier, quelque peu dragueur
- 2014-2019 : Nina : Fred (34 épisodes)
- 2017-2018 : Le Rêve français de Christian Faure : Victor (2 épisodes)
- 2019 : La Malédiction du volcan de Marwen Abdallah : Zaccharia Bellême
- 2019 : Double je de Laurent Dussaux et Akim Isker : Matthieu (8 épisodes)
- 2019 : Alice Nevers (saison 17) : Arnaud Chevalier
- 2022 : Retrouvailles, de David Chamak : Rudy Torres (France 3)
- 2022 : Les Secrets de Plus belle la vie : Coulisses et confidences (France 3)
- 2025 : En famille, prime Des vacances bien corsées : Le guide corse

### Cinéma

#### Long métrage
- 2016 : L'Outsider de Christophe Barratier : Tiago

#### Courts métrages
- 2008 : Leurre du vol d'Ambroise Michel
- 2010 : La Souricière de Yasmina Ghemzi et Antoine Besson
- 2011 : Guet-apens d'Ambroise Michel
- 2011 : Parasite d'Ambroise Michel
- 2011 : Big swan de Yasmina Ghemzi
- 2011 : Cavale d'Ambroise Michel
- 2013 : Pour ton bien d'Ibtissem Guerda
- 2013 : Speed Dating de Béryl Coutat
- 2014 : Le dégel de Sébastien Audigier
- 2018 : Lendemains Funèbres d'Ambroise Michel

### Réalisation
- 2002 : PlaisirVille : auteur, réalisateur (court-métrage)
- 2003 : Prêts pour l'action : auteur et metteur en scène (théâtre)
- 2003 : Courrier du cœur : assistant-réalisateur (téléfilm)
- 2003 : La prochaine fois! : assistant-réalisateur (court-métrage)
- 2004 : Bienvenue à bord : auteur et Metteur (théâtre)
- 2004 : Sans lendemain : assistant-réalisateur (court-métrage)
- 2006-2010 : Collection Fighters : coauteur, réalisateur et producteur (web-série)
- 2008 : Leurre du vol : auteur, réalisateur et producteur (court-métrage)
- 2008 : A la place : auteur, réalisateur et producteur (court-métrage)
- 2008 et 2012 : Bad Trip : auteur et coproducteur (théâtre)
- 2009 : Eden Staff : coauteur, réalisateur et producteur (pilote séries)
- 2009 : IchemSaibi, à une heure de pointe : metteur en scène (théâtre)
- 2009 : Benjy Dotti, one parodies show : metteur en scène et réalisateur vidéos (théâtre)
- 2010 : La Souricière : Chef opérateur (court-métrage)
- 2011 : Big Swan : Chef opérateur (court-métrage)
- 2011 : Parasite : coauteur, réalisateur et producteur (pilote série courte)
- 2011 : Cavale : auteur, réalisateur et producteur (pilote série courte)
- 2011 : Guet-apens : coauteur, réalisateur et producteur (court-métrage)
- 2018 : Lendemains Funèbres : auteur et réalisateur (court-métrage)

### Shortcom/Web séries
- 2006-2010 : Collection Fighers d'Ambroise Michel
- 2011 : Création de Nicolas Galgani
- 2021 : Les Super (Très) Vilains de Cyril Étesse

## Doublage

### Films
- 2021 : Judas and the Black Messiah : Doc Satchel (Ian Duff)
- 2022 : Emmett Till : Maurice (Diallo Thompson)
- 2023 : Bird Box Barcelona : ? (?)

### Télévision

#### Séries télévisées
- 2022 : Les Monstres de Cracovie : voix additionnelles
- 2022 : As We See It : voix additionnelles
- 2022 : Dahmer - Monstres : L'Histoire de Jeffrey Dahmer : Dean Vaughn (Brandon Black) (mini-série)
- 2023 : Qui fuyons-nous ? (tr) : le deuxième lieutenant de police [Qui ?]
- 2025 : Black Mirror : Quarterman (Elliot Barnes-Worrell (en)) (saison 7, épisode 3)

#### Séries d'animation
- 2024 : Good Times (en) : Junior